# Vík í Mýrdal
El poble de Vik, o Vík í Mýrdal íntegrament és el poble més meridional d'Islàndia, es troba a la principal carretera de circumval·lació al voltant de l'illa,a uns 180 km per carretera al sud-est de Reykjavík, té una població de 300 habitants i és el lloc més humit d'Islàndia,
L'any 1991 la revista nord-americana Islands Magazine la va posar en el top 10 de platges més boniques del món.

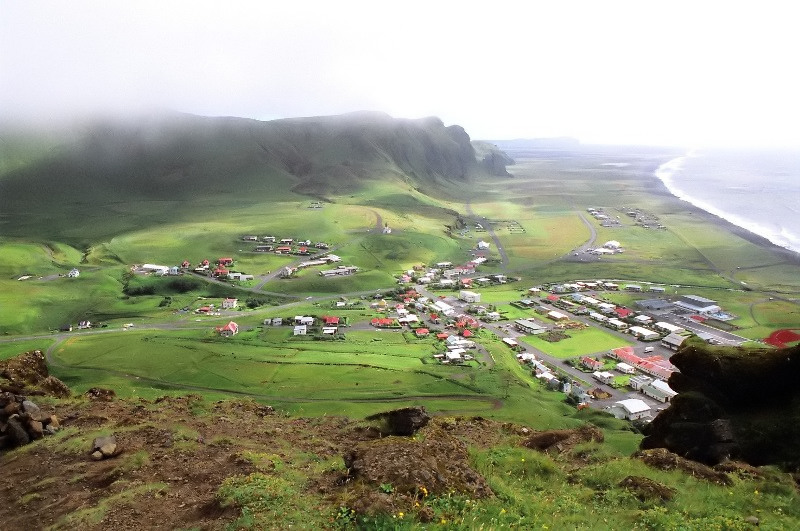
Vista des del penya-segat

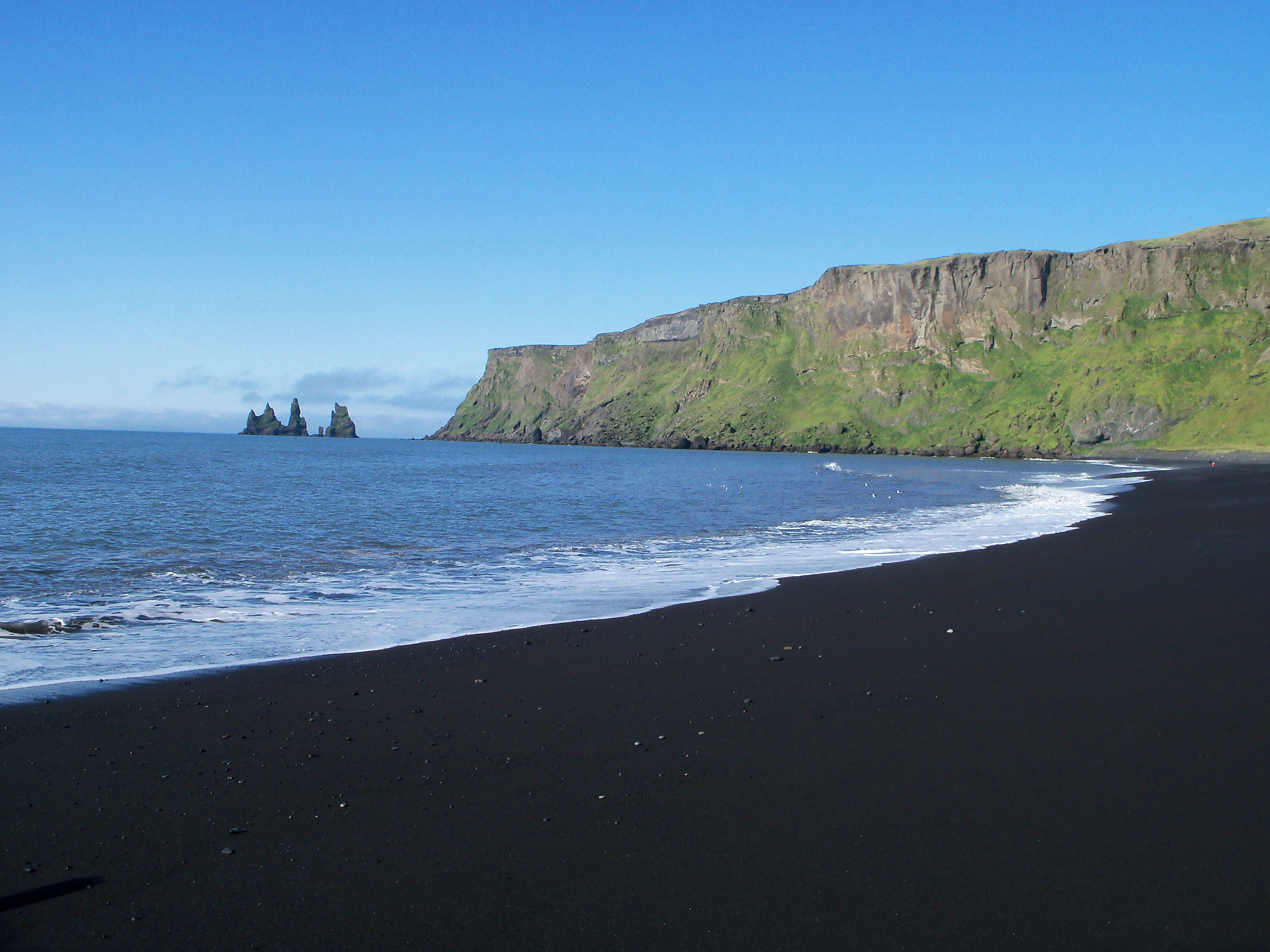
Platja de Vík

El poble es va veure afectat per la cendra volcànica durant les Erupcions de l'Eyjafjalla del 2010